# Fernando II da Áustria
Fernando II da Áustria ou de Habsburgo, filho do imperador Fernando I de Habsburgo (Linz, 14 de junho de 1529 – Insbruque, 24 de janeiro de 1595) foi Arquiduque da Áustria Anterior, conde do Tirol, conde da Alta Alsácia. Em seu segundo casamento com Ana Catarina Gonzaga, ele foi o pai de Ana do Tirol, a suposta imperatriz romana.

## Biografia

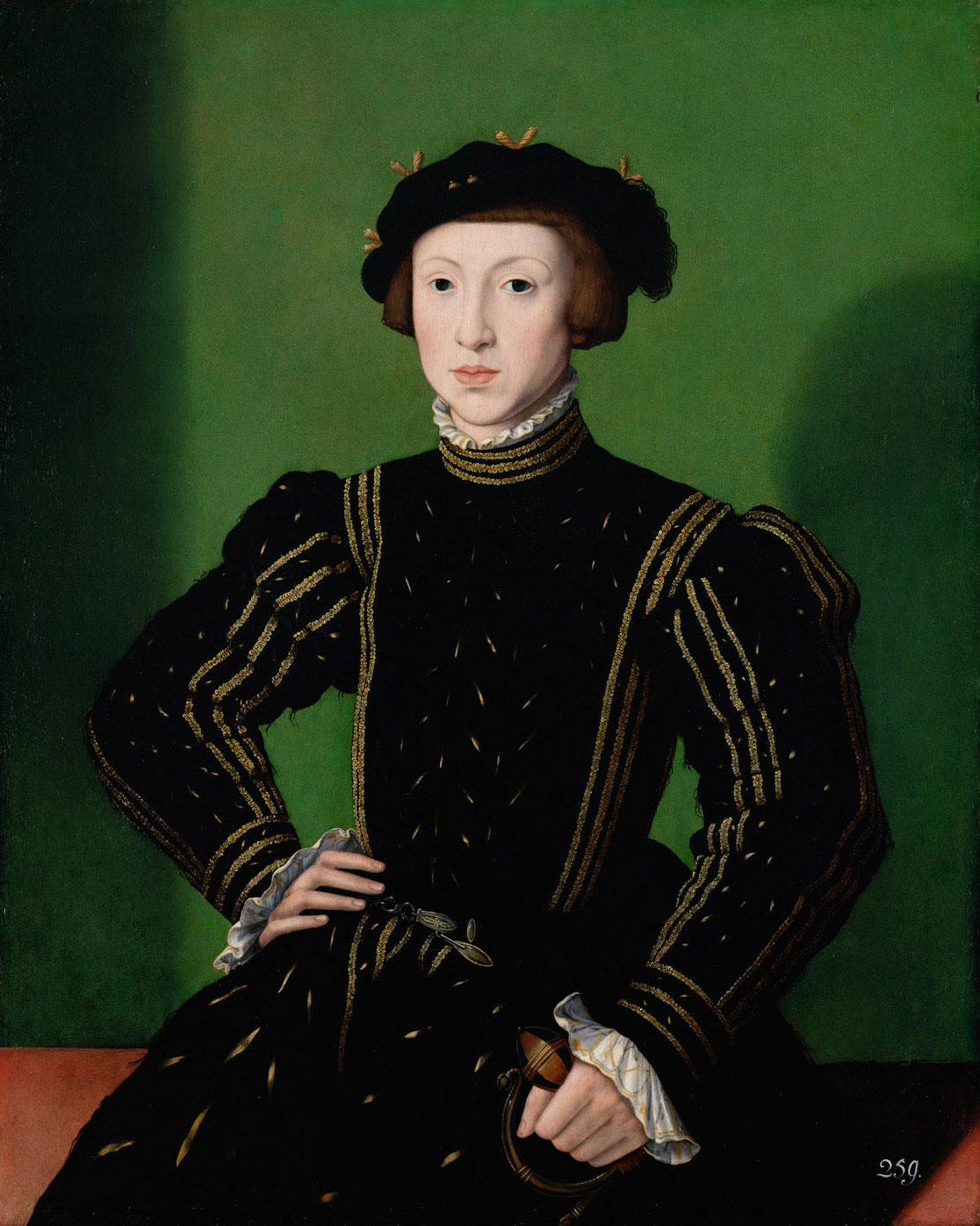
O arquiduque Fernando em sua juventude.

O arquiduque Fernando de Áustria foi o segundo filho de Fernando I, Sacro Imperador Romano e Ana da Boêmia e Hungria. Ele era um irmão mais novo do imperador Maximiliano II. A pedido de seu pai, ele foi encarregado da administração da Boêmia em 1547. Ele também liderou a campanha contra os turcos na Hungria em 1556.
Em 1557, ele se casou secretamente com Filipina Welser, filha de um patrício de Augsburg, com quem teve vários filhos. O casamento só foi aceito pelo imperador Fernando I em 1559 sob a condição de sigilo. Os filhos receberiam o nome "da Áustria", mas só teriam direito a herdar se a Casa de Habsburgo fosse totalmente extinta na linha masculina, e, portanto, o casamento tinha muitas qualidades de um casamento morganático. Os filhos nascidos desse casamento receberam o título de Margrave de Burgau, uma antiga posse de Habsburgo na Áustria. 
Após a morte de seu pai em 1564, Fernando se tornou o governante de Tirol e outras possessões austríacas sob a vontade de seu pai. No entanto, ele permaneceu governador da Boêmia em Praga até 1567, de acordo com os desejos de seu irmão Maximiliano II.
Em suas próprias terras, Fernando garantiu que a contra-reforma católica prevalecesse. Ele também foi fundamental na promoção do Renascimento na Europa Central e foi um ávido colecionador de arte. Ele acomodou suas coleções mundialmente famosas em um museu construído especificamente para esse fim, fazendo do Castelo de Ambras Innsbruck o museu mais antigo do mundo e como o único Kunstkammer renascentista do gênero que foi preservado em sua localização original, a Câmara de Arte e As curiosidades do Castelo de Ambras em Innsbruck representam um monumento cultural incomparável. A coleção foi iniciada durante o período de Fernando na Boêmia e, posteriormente, ele foi transferido para o Tirol. Em particular, a Câmara de Arte e Curiosidades, a galeria de retratos e a coleção de armaduras eram muito caras, levando Ferdinand a assumir um alto nível de dívida. Parte das coleções permaneceu em Innsbruck e parte foi transferida para o Museu Kunsthistorisches em Viena.
Após a morte de sua esposa filipina, em 1580, casou-se com Ana Catarina Gonzaga, filha de Guilherme I, duque de Mântua, em 1582.
O arquiduque Fernando morreu em 24 de janeiro de 1595. Como os filhos do primeiro casamento não tinham direito à herança e o segundo produziu apenas filhas sobreviventes, Tirol foi reunificado com as outras terras de Habsburgo. Sua filha do casamento com Ana Catarina tornou-se a Imperatriz Ana, consorte do imperador Matias, que recebeu sua herança austríaca adicional.

## Casamentos e Descendência
Ele e sua primeira esposa Filipina Welser (1527-1580), eram pais de quatro filhos:
1. André[1] (15 de junho de 1558 - 12 de novembro de 1600), tornou-se cardeal em 1576, Margrave de Burgau em 1578,  bispo de Constança em 1589 e bispo de Brixen em 1591. Teve dois filhos ilegítimos;
2. Carlos (22 de novembro de 1560 - 30 de outubro de 1618), marquês de Burgóvia, Conde de Nelemburgo e senhor de Hoemberga. Casou-se com sua prima em primeiro grau, Sibila (1557-1627), filha mais nova da filha de Guilherme de Jülich-Cleves-Berg. Eles não tiveram filhos legítimos. Ele e sua amante Chiara Elisa di Ferrero tiveram três filhos ilegítimos;
3. Filipe (7 de agosto de 1562 - 9 de janeiro de 1563), morreu na infância;
4. Maria (7 de agosto de 1562 - 25 de janeiro de 1563), gêmea de Filipe, morreu na infância.

Em 14 de maio de 1582, Fernando se casou com sua sobrinha Ana Catarina (1566-1621). Ela era filha de Guilherme Gonzaga, Duque de Mântua. Eles foram pais de três filhas:
1. Ana Leonor (26 de junho de 1583 - 15 de janeiro de 1584), morreu na infância;
2. Maria de Tirol (16 de junho de 1584 - 2 de março de 1649), freira;
3. Ana de Tirol (4 de outubro de 1585 - 15 de dezembro de 1618), casou-se em 1611 com o Imperador Matias do Sacro Império Romano-Germânico e não tiveram filhos.

Ele teve pelo menos dois filhos ilegítimos:
- Com Anna von Obrizon:

1. Veronika von Villanders (1551-1589), casou-se com Giovan Francesco di Gonzaga-Novellara, senhor de Campitello.

- Com Johanna Lydl von Mayenburg:

1. Hans Christoph von Hertenberg (c. 1592 - 2 de setembro de 1613), casou-se com Ursula Gienger.